# Alexandre Pichot
Alexandre Pichot (* 6. Januar 1983 in Caen) ist ein ehemaliger französischer Radrennfahrer.

## Karriere
Alexandre Pichot gewann 2003 jeweils ein Teilstück beim Circuit des Ardennes und bei der Tour de la Guadeloupe. Nachdem er 2044 bereits als Stagiaire für das Team fuhr, wurde er 2005 Profi beim damaligen französischen ProTeam Bouygues Télécom, wo er bis zu seinem Karriereende blieb. Insgesamt nahm er fünfmal an einer Grand Tour teil, bestes Tagesergebnis war eine siebter Etappenrang während des Giro d’Italia 2007. Die beste Platzierung bei einem Klassiker war der elfte Platz bei der Flandern-Rundfahrt 2009. Ein zählbarer Erfolg blieb ihm als Radprofi verwehrt.
Nach der Saison 2019 beendete Pichot im Alter von 36 Jahren seine Karriere als Radrennfahrer.

## Erfolge
2003
- eine Etappe Circuit des Ardennes

## Grand-Tour-Platzierungen
| Grand Tour            | 2007 | 2008 | 2009 | 2010 | 2011 | 2012 | 2013 | 2014 |
| --------------------- | ---- | ---- | ---- | ---- | ---- | ---- | ---- | ---- |
| Giro d’ItaliaGiro     | 124  | –    | –    | –    | –    | –    | –    | –    |
| Tour de FranceTour    | –    | –    | 114  | –    | –    | –    | –    | 107  |
| Vuelta a EspañaVuelta | –    | DNF  | –    | 119  | –    | –    | –    | –    |